# Literaturportal Bayern
Das Literaturportal Bayern – das Blaue vom Himmel ist eine Internet-Präsenz für die Literatur in Bayern mit einem Überblick über die Literaturlandschaft Bayerns. Zu seinen Angeboten zählen Autoren-, Institutionen- und Preislexika ebenso wie Berichte, Blogs und Publikationen zu aktuellen literarischen Themen, Veranstaltungen und Entwicklungen. Die Website ging am 16. Juli 2012 online. Das Literaturportal ist ein eigenständiges Angebot, das auch über die Personensuche des Kulturportals bavarikon recherchierbar ist. Es handelt sich um ein Projekt der Bayerischen Staatsbibliothek in Kooperation mit der Monacensia, Bibliothek und Literaturarchiv der Stadt München. Das Literaturportal Bayern wird getragen und begleitet vom Bayerischen Staatsministerium für Wissenschaft und Kunst und unterstützt von der Landeshauptstadt München.

## Vorgeschichte
Mit Unterstützung des Kulturfonds Bayern konnte 2004 durch den Arbeitskreis für gemeinsame Kulturarbeit bayerischer Städte e. V. eine regionale Literatur-Datenbank aufgebaut werden. 2008 wurde mit der „Datenbank zum literarischen Bayern“ als Teil des kulturwissenschaftlichen Portals „Bayerische Landesbibliothek Online“ (BLO) lokales und lokalisierbares Wissen über die Literatur in Bayern für eine breitere Öffentlichkeit via Internet zugänglich gemacht. Die Datenbank stellte dabei wesentliche Anknüpfungspunkte zu den bayerischen Autoren her und startete ursprünglich als Testversion mit etwa 170 Schriftstellernamen des 19. und 20. Jahrhunderts. Sie war als Baustein zu einem umfassenden Literaturportal Bayern gedacht.
Das Angebot wurde in den folgenden Jahren erweitert. Neben dem Ausbau des Autorenlexikons fokussierte es sich vor allem auf die Datenerfassung literarischer Nachlässe. In einer Umfrage in Zusammenarbeit mit der Generaldirektion der Staatlichen Archive Bayerns, der Bayerischen Staatsbibliothek, der Monacensia, dem Bayerischen Archivtag, dem Arbeitskreis Stadtarchive des Bayerischen Städtetags und dem Literaturarchiv Sulzbach-Rosenberg wurden die Daten im Zeitraum 2008–2011 gesammelt. Die Bestandsangaben werden seither laufend ergänzt.
Am 29. März 2010 ging der Literaturblog Bayern online. Er begleitete als Beta-Version den Aufbau des künftigen Literaturportals und gewährte erste Einblicke in die avisierten Inhalte.
Am 16. Juli 2012 wurde schließlich das Literaturportal Bayern im Rahmen einer Pressekonferenz freigeschaltet. „Es bringt uns die Literaturgeschichte nahe und zeigt das lebendige Literaturgeschehen unserer Zeit“, urteilte der bayerische Kunstminister Wolfgang Heubisch anlässlich der Freischaltung. Das Literaturblog Bayern ging damit im Literaturportal Bayern auf, dessen festes Journal-Modul (früher: Blog) es seither bildet.

## Spektrum des Portals
Das Portal bietet „Informationen über Autoren aus Bayerns Vergangenheit und Gegenwart, Orte und Veranstaltungen, Nachlässe, Förderungsmöglichkeiten und vieles mehr. Informationen zu literarischen Institutionen und zu Archivbeständen ermöglichen Zugänge für Recherchen. Eine Landkarte vermittelt Literaturgeschichte der Städte und Regionen. Verknüpfungen zwischen Orten und Themen ergeben weitere Impulse, das Literaturland Bayern zu entdecken.“
In der Rubrik „Autorinnen & Autoren“ findet der Leser die wichtigsten biographisch-werkgeschichtlichen Fakten über Schriftsteller, die die literarische Landschaft Bayerns in der Vergangenheit geprägt haben oder sie in der Gegenwart ausmachen. Derzeit umfasst das Autorenlexikon knapp 600 Einträge (Stand: November 2015).
Literarische „Zeitschriften“ sind im zweiten Bereich vertreten. Schon in der Vergangenheit machte Bayern durch Literaturzeitschriften von sich reden, etwa durch den Simplicissimus, der den Weg in die Moderne begleitete, oder durch Akzente, die älteste noch bestehende Literaturzeitschrift in Deutschland. Jüngere Zeitschriften wie die seit 1985 bestehende Literatur in Bayern oder DAS GEDICHT finden sich dort ebenfalls.
Literarische „Nachlässe“ liegen dezentral an vielen Orten in Bayern. In einem eigenen Bereich, der mehr als 1.600 Nachlässe von Personen und Körperschaften in literarischen Einrichtungen umfasst, werden diese versammelt und für Experten und Laien zugänglich gemacht.
Das „Literaturland“ stellt sowohl die Literaturgeschichte der bayerischen Städte als auch einzelne Orte vor, an denen die Literatur Geschichte geschrieben hat. Historische Spaziergänge und Wanderwege auf den Spuren von Dichtern finden sich hier ebenso wie das seit Mai 2015 in der Originalversion im Netz nicht mehr verfügbare Literaturprojekt „Streetview Literatur“, das Kurzgeschichten Münchner Autoren und Google Streetview vereint.
Die Rubrik „Themen“ bereitet die literarische Topographie thematisch auf. Man kann sich kundig machen über die Sommerurlaube von Künstlern und Schriftstellern im Alpenvorland, über Dichter-Reisen in der Oberpfalz, über schreibende Frauen im Ersten Weltkrieg, oder man erfährt, wie ausländische Literaten München erlebten.
Im „Journal“ berichtet die Redaktion des Literaturportals über die wichtigsten Neuigkeiten von Autoren, literarischen Einrichtungen sowie Preisverleihungen und Literaturfestivals. Auch Interviews und literarische oder essayistische Beiträge von bekannten Schriftstellern werden hier publiziert, u. a. von Uwe Timm, Dagmar Leupold, Nora Gomringer, Lena Gorelik oder Thomas von Steinaecker. Zudem haben Einzelnutzer und Institutionen die Möglichkeit, sich einzubringen. Thematisch länger laufende Blogs sind daneben etwa jene über den Schriftsteller Jean Paul („Jean Paul-Reihe“), den Dichter Oskar Panizza („Oskar Panizza-Reihe“), über das Deutsch-tschechische Autorentreffen 2012/2014 oder den interaktiven Netzroman Der gefundene Tod von Thomas Lang.
Die Rubrik „Institutionen“ porträtiert nicht-kommerzielle literarische Einrichtungen in ihrer ganzen Bandbreite: Museen, Archive, Bibliotheken, Literaturhäuser, aber auch kleinere Vereine, die das Literaturleben bereichern und gestalten.
Die Rubrik „Preise & Förderungen“ bietet einen Überblick über alle wichtigen Förderungsmöglichkeiten in Bayern für Schriftsteller und solche, die es werden wollen.
Der „Kalender“ verzeichnet die literarischen Veranstaltungen Bayerns, ganz gleich, ob sie live auf der Bühne, im Radio/TV oder vor Ort stattfinden. Das in dieser Rubrik enthaltene Festivallexikon informiert über literarische Reihen und Literaturfestivals in Bayern.

## Web-2.0-Angebote
Das Literaturportal Bayern ist Mitglied im sozialen Netzwerk Facebook und verfügt – neben Journal und Kommentarfunktion in allen seinen Modulen – über einen eigenen Twitter-Kanal (@LitPortalBayern).

## Literaturradio
Das Literaturportal Bayern besitzt seit 2015 einen eigenen Literaturkanal beim Webradio „Literatur Radio Bayern“ im Rahmen der Bürgermedien-Plattform der Bayerischen Landeszentrale für Neue Medien (BLM). Dort finden sich Hörstücke, Interviews (u. a. mit Christiane Neudecker und Nora Bossong), Berichte von Festivals und Lesungsmitschnitte, u. a. von Veranstaltungen mit Katja Huber, Sandra Hoffmann, Dagmar Leupold, Lena Gorelik und Andrea Heuser.

## Veranstaltungen
Seit 2015 tritt das Literaturportal Bayern auch verstärkt als Veranstalter von literarischen Lesungen und Projekten hervor. Dazu zählen u. a. Veranstaltungen mit Jürgen Bulla und Federico Italiano, mit Petra Morsbach und Sarah Elise Bischof im Rahmen des Münchner Festivals Kunst & Inklusion, mit Keto von Waberer auf der Lesebühne Schönheit & Kosmetik sowie etliche Veranstaltungen in einer Lesereihe gegen Fremdenfeindlichkeit (Fremd). 
In Zusammenarbeit mit dem Aktionsbündnis Wir machen das (gegründet von Annika Reich) traten z. B. die syrischen Schriftsteller Afraa Batous und Yamen Hussein auf – sowie viele weitere bei So fremd wie wir Menschen, einer Lese- und Diskussionsreihe an bayerischen Schulen, die das Literaturportal Bayern 2016–2018 in Kooperation mit dem Bayerischen Staatsministerium für Wissenschaft und Kunst durchführte. Zu den Beteiligten zählten hier u. a. Doris Dörrie, Norbert Niemann und Gert Heidenreich.
Im Februar 2018 war das Literaturportal Bayern Mitveranstalter des Lesefestivals Acht Mal Ankommen in der Monacensia München, bei dem u. a. Lena Gorelik, Ayeda Alavie und Katja Huber auftraten.

## Publikationen
2015 kooperierte das Literaturportal Bayern mit dem Peter Kirchheim Verlag bei der Veröffentlichung des Buches Fremd (hrsg. von Fridolin Schley), einer Anthologie Münchner Autoren gegen Fremdenfeindlichkeit. Der Band vereint Texte über Fremdheit und Fremdsein u. a. von Doris Dörrie, Lena Gorelik, Sandra Hoffmann, Steven Uhly, Dagmar Leupold, Thomas Lang und dem Politologen Georg Picot. 
Im Jahr 2018 erschien in Kooperation zwischen Literaturportal Bayern und Allitera Verlag die Anthologie Wir sind hier. Geschichten über das Ankommen – mit Beiträgen u. a. von Friedrich Ani, Björn Bicker und Björn Kuhligk.
Eine Auswahl seiner besten Texte aus dem Themen-Modul veröffentlichte das Literaturportal Bayern 2020 in dem Sammelband Das Blaue vom Himmel. Bayerns Literatur in Essays (Allitera Verlag). Darin finden sich u. a. Texte über Gisela Elsner, Karl Valentin, Frank Wedekind, Jean Paul sowie Essays z. B. über die Poetry Slam-Szene in München, Bayern ’68, Literarische Liebespaare, Mundartlyrik, Comic & Literatur oder Europas Dichter im KZ Dachau.

## Jean-Paul-App
Anlässlich des 250. Geburtstags des Schriftstellers Johann Paul Friedrich Richter (1763–1825) im Jahr 2013 wurde von der Bayerischen Staatsbibliothek in redaktioneller Zusammenarbeit mit dem Literaturportal Bayern und mit Förderung der Bayerischen Sparkassenstiftung die Smartphone-App „Dichterwege – Auf den Spuren von Jean Paul“ entwickelt. Der in der App enthaltene Jean-Paul-Weg durch die Landkreise Hof, Wunsiedel und Bayreuth kann auch auf den Seiten des Literaturportals Bayern virtuell nachgegangen werden. Jean Pauls Autobiografie Selberlebensbeschreibung, die für die App als Hörbuch eingesprochen wurde, wird im Journal des Literaturportals Bayern als kostenloses Audiobook angeboten.
Darüber hinaus präsentiert das Portal die besten Texte aus dem Schülerschreibwettbewerb „Jean Pauls Taschendruckerei“, der vom Verein Jean Paul 2013 ausgeschrieben worden war.
Mittlerweile wurden auch die restlichen App-Inhalte in Form eines Themenessays ins Literaturportal Bayern überführt, angereichert mit bereits bestehenden Verknüpfungen zu Jean Paul im Portal.

## Kooperationen
Beteiligte aktuelle Partner sind Kulturallmende, Jean-Paul-Weg – Verbundprojekt Jean Paul in Oberfranken, das Literaturarchiv Sulzbach-Rosenberg / Literaturhaus Oberpfalz, STADTKULTUR Netzwerk Bayerischer Städte e. V., Literatur Radio Bayern, das Literaturhaus München sowie das Schwäbische Literaturschloss Edelstetten e. V. Daneben kooperiert(e) das Literaturportal Bayern mit der Münchner Lesebühne Schönheit & Kosmetik, dem Aktionsbündnis für Geflüchtete Wir machen das und dem Evangelischen Bildungswerk e. V.
Das Literaturportal Bayern ist offen für weitere Kooperationen.